# ヒラリマント
ヒラリマントあるいはひらりマントは、藤子・F・不二雄の漫画『ドラえもん』に登場するひみつ道具の1つ。
初登場は小学館〈てんとう虫コミックス〉『ドラえもん』第5巻に収録の短編作品「ひらりマント」。ほかには「大長編ドラえもん」シリーズ第1作『のび太の恐竜』、第2作『のび太の宇宙開拓史』、第3作『のび太の大魔境』、第4作『のび太の海底鬼岩城』、第5作『のび太の魔界大冒険』、第7作『のび太と鉄人兵団』、第9作『のび太の日本誕生』に登場する。藤子・F・不二雄以外の者が描いた「大長編ドラえもん」シリーズでは、映画第9作『のび太のパラレル西遊記』、第19作『のび太の宇宙漂流記』、第21作『のび太と翼の勇者たち』に登場する。新作では第27作『のび太の新魔界大冒険』第29作『新・のび太の宇宙開拓史』第30作『のび太の人魚大海戦』第31作『新・のび太と鉄人兵団』第33作『のび太のひみつ道具博物館』第35作『のび太の宇宙英雄記』第36作『新・のび太の日本誕生』第37作『のび太の南極カチコチ大冒険』第38作『のび太の宝島』第39作『のび太の月面探査記』に登場する。

## 概要
目の前に迫ってくる物に対してこのマントを振りかざすと、闘牛士のマントの如く、どんな標的でも回避したり跳ね返すことができる。跳ね返せるのは物体等の物理攻撃だけではなく、衝撃波や光線などの不定形なもの、更には魔法にも効果がある。また、跳ね返す対象にマントを当てる必要はなく、こちらに迫っている途中でマントを振りかざしても効果を発揮する。ドラえもんによると電磁波の反発を利用した道具であるという。
テレビアニメ第2作第1期では、タケコプターと併合してマントを首にかけると弾幕を自動回避しながら敵の懐に突撃することも可能とされており、それだけでなく、急接近してくる隕石を跳ね返している。
テレビアニメ第2作第2期では、こちらに向かってくる物体だけでなく、静止している物体でも、こちらからマントを振りかざせば向きを変えたり吹き飛ばすことが出来るとされている。それだけでなく質量や大きさ、物理法則も関係なく跳ね返せるとされている。
劇場版作品の戦闘シーンではしばしばバリアーや盾のように使われる。『ドラえもん のび太の海底鬼岩城』の映画版、『ドラえもん のび太の南極カチコチ大冒険』、テレビアニメ第2作第2期「どら焼きが消えた日」（2021年9月4日放送）のみ、使い過ぎると使用不能になるという描写がある。
一部の映画作品では、使用時に「ヒラリマント」と声を上げないと効果を発揮しないかのように描かれている。
『ドラえもん のび太の海底鬼岩城』と『ドラえもん のび太の魔界大冒険』では表が赤で裏が黒（表裏の区別はない）だったが、それ以外の映画作品では両方赤になっている。テレビアニメ第2作第2期では、表が赤で裏が青になっている。

## 派生品
岡田康則の漫画『ドラえもん なぜなに探検隊』第4話「電話の発明を手助けせよ!!」では、未来の国の悪の科学者Dr.ハインナインが作った道具として「強力ヒラリマント」が登場する。
ザ・ドラえもんズの一員でスペイン出身のエル・マタドーラが使用しているヒラリマントは、ドラえもんが所有しているヒラリマントと比べ、デザインが施されている。エル・マタドーラはこの道具の使用を得意としている。また、怪盗ドラパンの普段付けている黒いマントもヒラリマントである。
歌曲「ドラえもんじゃあニィ」2番の歌詞では、このマントを使って雲の中を泳ぐという、作中の機能とは異なった表現をした部分がある。

## 表記
初登場時は「ひらりマント」という表記だが、大長編ドラえもんシリーズでは一貫して「ヒラリマント」と表記している。小学館〈カラーコミックス〉『ドラえもん』第2巻に掲載する際は名称を「反動マント」としていた。テレビアニメ第2作第2期では表記を「ひらりマント」としている。
ひみつ道具の事典の事情はさらに複雑なものになっている。まず『ドラえもん全百科（ドラえもんオールひゃっか）』（1979年7月発行）で「ひらりマント」を掲載。ところが続巻である『新ドラえもん全百科（しんドラえもんオールひゃっか）』（1980年7月発行）で新たに「反動マント」を掲載してしまう。それらの上位互換本である『ドラえもんひみつ大事典』（1985年5月発行）では「ひらりマント」を削除して「反動マント」だけを掲載することに。これを受けて、その上位互換本である『ドラえもんひみつ道具完全大事典』（1994年12月発行）、その改訂・改題書である『最新版ドラえもんひみつ道具大事典』（2004年1月発行）では「反動マント」という名称での掲載を続けていた。そして、その上位互換本である『ドラえもん最新ひみつ道具大事典』（2008年9月発行）にて内容の見直しおよび増強が行われた際、かつて削除された「ひらりマント」の原稿ではなく、新たに原稿を書き下ろして「ヒラリマント」を追加掲載した。その結果、現在書店で入手可能な事典では「反動マント」と「ヒラリマント」の両方が掲載される事態になっている。